# Saint-Barthélemy (torrente)
Saint-Barthélemy (pron. fr. AFI: [sɛ̃ baʁteləmi]) è un affluente di sinistra della Dora Baltea. Percorre in tutta la sua lunghezza l'omonimo vallone, situato in Valle d'Aosta.

## Percorso

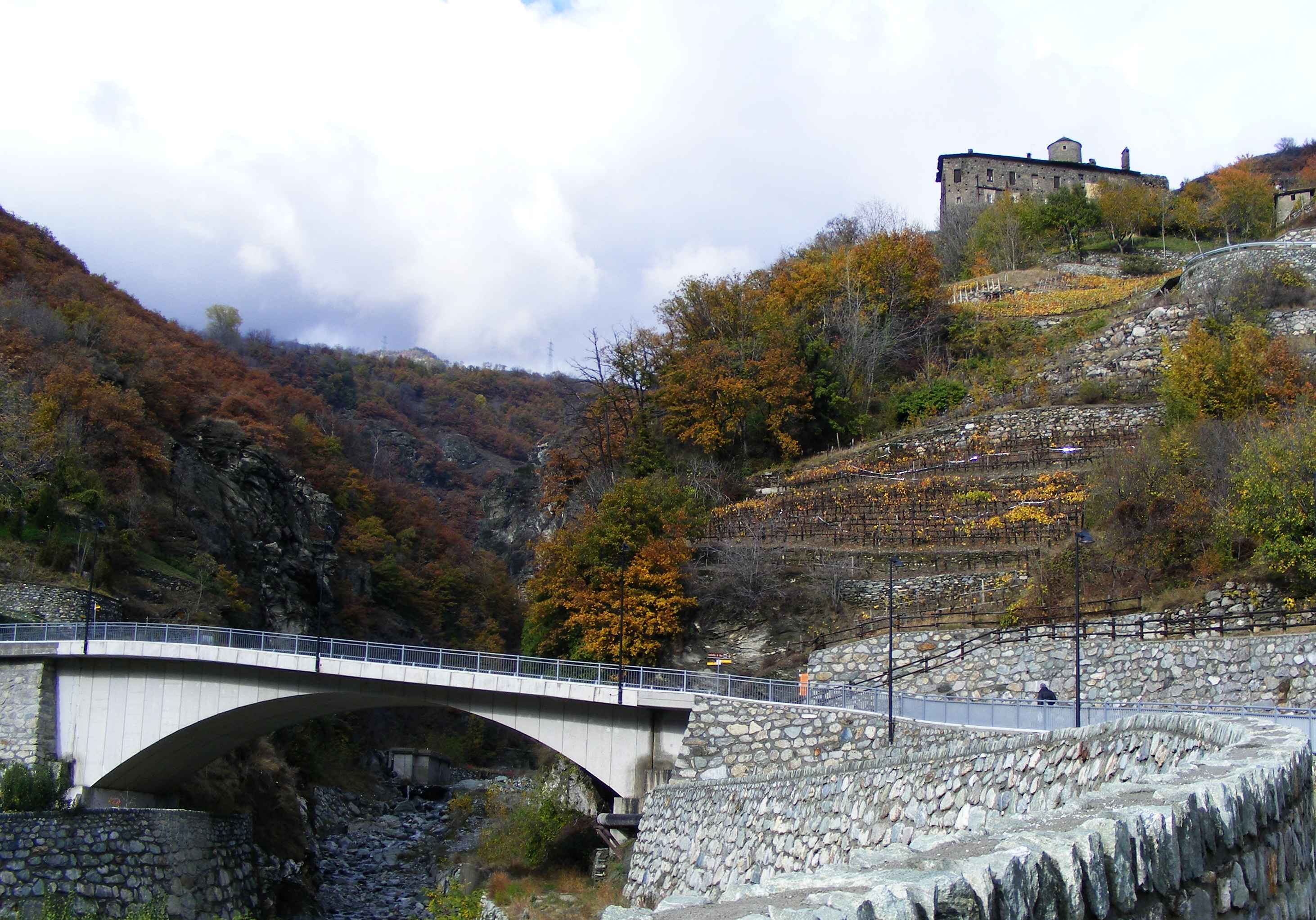
Il torrente presso Nus, sulla destra l'antico castello costruito dagli Challant

Il torrente nasce dal lago di Luseney (2.575 m), situato in una conca compresa tra la Becca di Luseney e la Cima di Livourneyaz.
Scende in direzione sud-est fino a quota 2.180 dove, ingrossato da alcuni affluenti, ruota di 90° dirigendosi verso sud-ovest.
Il vallone si allarga nel pianoro a valle dell'Alpe Ollière e scende ospitando il piccolo santuario di Champlaisant. Il torrente prosegue con percorso tortuoso e si incassando progressivamente mantenendo un generale andamento verso sud-ovest.
Ricevuto da destra l'apporto dei torrenti Chavalary, Chaléby e Dèche il Saint-Barthélemy si getta infine nella Dora Baltea poco ad est del capoluogo comunale di Nus attorno a quota 520.

## Regime idrografico
La portata del torrente è fortemente influenzata dallo scioglimento primaverile delle nevi e/o dagli eventi meteorici violenti che possono verificarsi nella stagione estiva o autunnale. Anche nel pieno dell'estate il corso d'acqua conserva una buona portata perché viene alimentato dallo scioglimento dei nevai presenti ad alta quota alla testata dei valloni che ne compongono il bacino idrografico.
Non sono invece presenti aree glaciali di dimensioni rilevanti.

## Affluenti
La forma asimmetrica del vallone di Saint-Barthélemy fa in modo che gli apporti idrici al torrente provengano quasi totalmente dalla destra idrografica, lato sul quale si sviluppano anche i principali affluenti. Questi sono:
- Torrent Chavalary: lungo circa 3 km è orientato in senso nord-ovest/sud-est e confluisce nel Saint-Barthélemy a quota 1500 circa. Il suo bacino idrografico ha una superficie di 3,6 km² e un orientamento nord-ovest/sud-est;
- Torrent Chaléby: il suo bacino ha una superficie di 14 km² e culmina con il Monte Faroma (3.072 m); l'asta torrentizia è lunga quasi 6 km e confluisce nel Saint-Barthélemy a quota 1070 m. La parte sinistra del bacino è poco acclive mentre sulla sua destra le pendenze sono assai più elevate; il torrente presenta per la maggior parte del suo corso una pendenza moderata e nel suo tratto terminale si incassa nella roccia creando una profonda gola;
- Torrent d'Èche: è l'ultimo affluente rilevante del Saint-Barthélemy, nel quale confluisce a circa 800 m di quota. Lungo 6,7 km ha un bacino di 15,7 km² nel quale prevalgono i boschi e le aree pascolive.

## Energia
La centrale di Nus, nel comune omonimo, è in gestione alla CVA e sfrutta le acque dei torrenti Saint-Barthélemy, Chaléby e Comba Dèche per produrre energia idroelettrica.